# Sadako Sasaki
Sadako Sasaki (7 de gener de 1943 - 25 d'octubre de 1955) va ser una jove d'Hiroshima que tenia 2 anys quan es van produir els bombardejos d'Hiroshima i Nagasaki l'agost de 1945. No va ser a prop de l'explosió d'Hiroshima però al cap de 10 anys li van diagnosticar leucèmia. La seva malaltia es va atribuir als efectes bomba atòmica, tot i que aquesta malaltia també pot aparèixer de manera natural durant la infantesa. Segons la història popular, una amiga va explicar-li que en fer mil grues de paper es concedeixen els desitjos més profunds i ja a l'hospital va començar a fer-les, però va morir quan només en portava 644. Les seves companyes de classe van completar la xifra de 1.000 després de la seva mort. Un monument situat al Parc de la Pau de la ciutat recorda aquesta història.

## Biografia
Sadako va néixer a la ciutat d'Hiroshima i vivia amb la seva família prop del pont Misasa. Quan la Sadako tenia 2 anys, el 6 d'agost de 1945, l'avió nord-americà B-29 Enola Gay va llançar sobre Hiroshima la bomba nuclear anomenada Little Boy que va matar més de 166 mil persones. La bomba atòmica va explotar a 1.700 metres de la casa de la Sadako i la petita va volar a través d'una finestra. La seva mare va sortir corrent de la casa, sospitant que la trobaria morta, però era viva, indemne i sense lesions aparents. Mentre fugien, prop del pont de Misasa, Sadako i la seva mare van ser atrapades per la pluja negra.
L'octubre de 1954, la Sadako feia 135 centímetres i pesava 27 quilos, era molt prima, però força atlètica i va practicar atletisme durant molts anys. El seu somni era convertir-se en professora d'educació física de secundària.
Cap a finals de novembre de 1954, quan tenia 11 anys, la Sadako es va refredar i li van sortir uns bonys al coll i darrere de les orelles que van anar creixent gradualment. Se li va inflar la cara com si tingués les paperes i poc després d'Any Nou, va anar a una clínica per fer-se una prova perquè els bonys no havien disminuït. A finals de gener, la Sadako va començar a sentir una picor a les cames i va veure que tenia un seguit de taques morades. Al principi, tothom pensava que era per culpa del fred. Finalment, van enviar la Sadako a un hospital per fer unes proves més precises. Després del seu 12è aniversari (el 7 de gener de 1955), se li va diagnosticar leucèmia maligna aguda de les glàndules limfàtiques (la seva mare es referia a ella com “la malaltia de la bomba atòmica”). Li van dir que l'expectativa de vida per a la seva filla era de màxim un any. El 21 de febrer de 1955, Sadako va ser admesa com a pacient a l'hospital de la Creu Roja de Hiroshima per rebre tractament.
A l'hospital, la Sadako va conèixer altres nens amb la mateixa malaltia. Cada vegada resultava més evident que el desenvolupament de la malaltia era una conseqüència de les radiacions produïdes per la bomba, sobretot per la quantitat de nens que la patien (segons algun registres, més de 60 nens van presentar la mateixa malaltia quan la Sadako va ser internada).
Mentre estava ingressada, va rebre la visita de la seva amiga Chizuko, qui li va portar un regal molt especial: una grua de paper confeccionada amb 'origami'. La nena li va explicar una història tradicional japonesa que afirmava que a qui elaborés 1.000 grues amb papiroflèxia se li concediria el seu major desig. Així que va animar Sadako a provar fortuna i li va indicar que ja tenia la primera, la que ella li havia regalat. Altres fonts expliquen que la persona que li va parlar de la llegenda de les grues no va ser la seva amiga Chizuko, sinó una companya d'habitació, una estudiant de secundària que era dos anys més gran que ella i que també estava malalta de càncer. Podria ser que ella li ensenyés a Sadako a doblegar les grues de paper. Una altra història que s'explica és que el 3 d'agost de 1955 algunes persones de Nagoya van enviar grues multicolors a l'hospital per animar els pacients. Inspirats per les grues brillants i alegres, molts pacients de l'hospital van començar a fer-ne. Sadako va ser una d'aquestes persones i va decidir plegar grues amb el desig de curar-se.
Sigui com sigui, la Sadako va començar a plegar grues amb el desig de curar-se. Tot i que, durant els seus dies a l'hospital, Sadako tenia molt de temps lliure per a doblar les grues, se li va acabar el paper. Utilitzava embolcalls de medicaments i qualsevol altra cosa que pogués aconseguir. Per a això anava a les habitacions d'altres pacients a demanar-los el paper dels seus regals de bons desitjos. La seva amiga Chizuko li aconseguia paper de l'escola. Al llarg dels mesos, va decidir canviar la seva petició i desitjar la curació no només d'ella, sinó de tots els nens del món afectats per la guerra, així com la pau duradora.
A començaments d'octubre de 1955, segons els escrits de la seva mare, la nena es disposava a afrontar el seu futur immediat. La seva cama esquerra estava totalment morada i el cor a poc a poc se li apagava. El matí del 25 d'octubre, com sempre, els seus pares la van visitar. La infermera els va comentar que la Sadako portava una setmana sense menjar. Fijako, la mare, va demanar un te d'arròs. Li va dir a la Sadako que si us plau el tastés. La Sadako va cedir. "És saborós", va dir suaument. Aquestes van ser les últimes paraules que va pronunciar. Acompanyada per la seva família, la nena va morir als 12 anys.
Una versió popular afirma que la Sadako no va aconseguir la meta de doblegar les 1000 grues abans de morir, que només en va doblegar 644, i que les seves companyes d'escola van completar les 1000 i les van enterrar amb ella. No obstant això, en un documental en blanc i negre, el pare de Sadako, Shigeo Sasaki, va dir que la Sadako havia fet aproximadament 1.400 grues de paper i que els seus pares les van guardar a casa. Les companyes d'escola van fer mil grues més, les quals van ser enterrades al costat de la Sadako. Això s'explica també en el llibre “Sadako and the Thousand Paper Cranes”. En canvi, una exposició que va aparèixer al Museu Memorial de la Pau d'Hiroshima va declarar que a finals d'agost de 1955, Sadako havia aconseguit el seu objectiu i va continuar fent més grues.

## Monument
Consternats per la seva mort, els seus companys d'escola van proposar que s'erigís una estàtua per recordar als nens que havien mort a conseqüència de la bomba atòmica, i totes les escoles del país van col·laborar reunint fons. El 5 de maig de 1958 (el Dia dels Nens), es va completar aquesta estàtua. El Monument a la Pau dels Nens, també conegut com a "Monument de les Mil Grues" o "Monument de Sasaki Sadako" es troba al Parc Memorial de la Pau d'Hiroshima, símbol del desarmament nuclear.
Cada 6 d'agost, data en la qual es va llançar 'Little Boy' sobre la ciutat japonesa, arriben al país del sol naixent milers de grues procedents de totes les parts del món i els nens d'Hiroshima omplen l'estàtua de la Sadako amb les seves acolorides creacions d'origami.